# Unsung
Unsung é um EP da banda The Chariot, lançado a 6 de Dezembro de 2005.
Contém duas novas faixas e quatro regravações do seu álbum de estreia. 

## Faixas
1. "Yanni Depp" - 2:41
2. "Phil Cosby (Before There Was Atlanta, There Was Douglasville)" - 2:13
3. "Vin Affleck (Goodnight My Lady, and a Forever Farewell)" - 2:43
4. "Kenny Gibbler (Play the Piano Like a Disease)" - 4:07
5. "Sargent Savage (Die Interviewer: Germanickly Speaking)" - 1:56
6. "Donnie Cash (The Company, The Comfort, The Grave)" - 2:24

## Créditos
- Josh Scogin - Vocal
- Jake Ryan - Bateria
- Keller Harbin - Guitarra, vocal, bateria, baixo, piano, banjo, bandolim, violino
- Joshua Beiser - Baixo